# Spisa Ribb

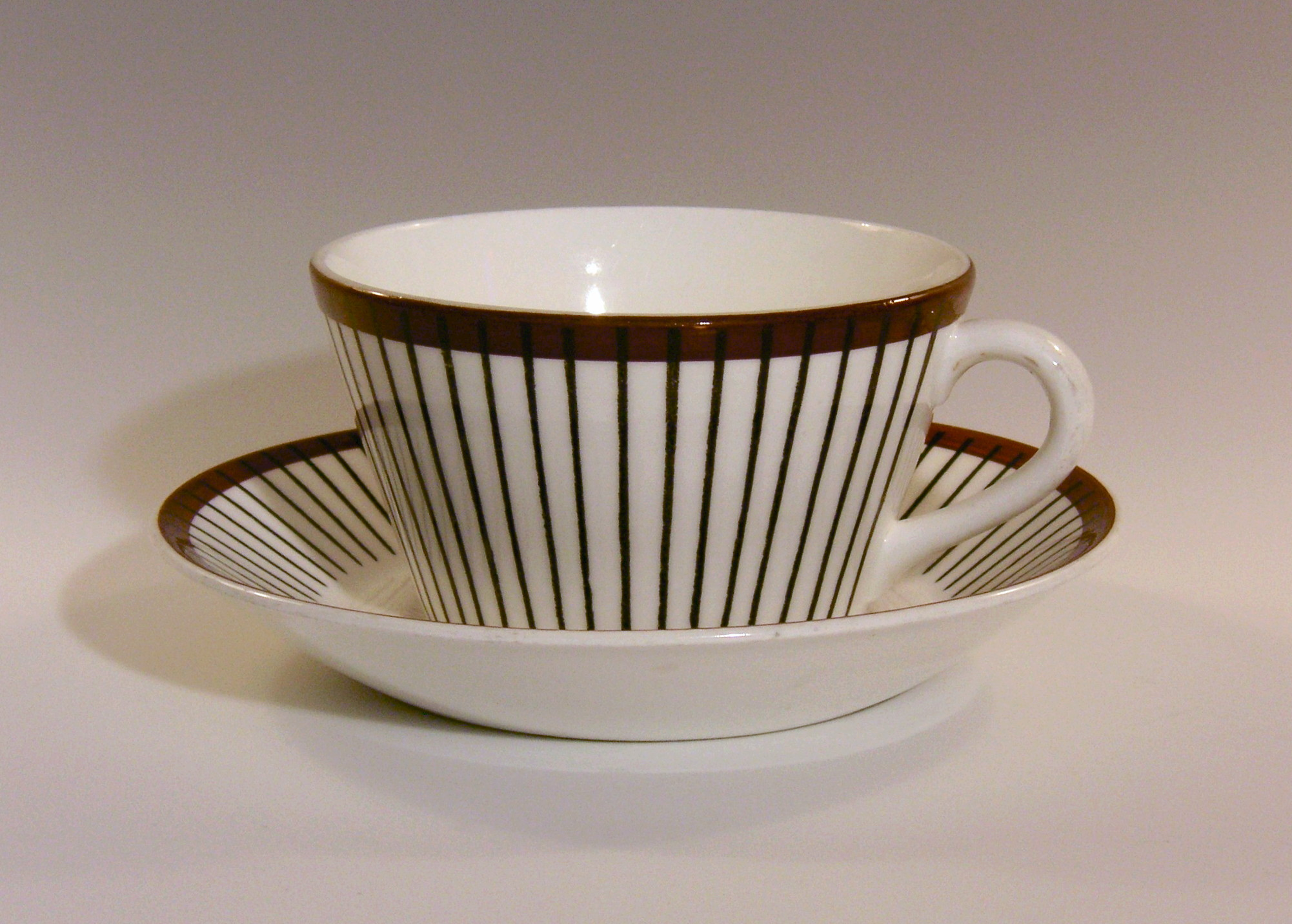
Stig Lindbergs Spisa Ribb

Spisa Ribb är en servis från Gustavsbergs porslinfabrik skapad till utställningen H55 i Helsingborg 1955 av Stig Lindberg. Den lanserades tillsammans med flamfasta serien Terma, tänkta att användas tillsammans eller i kombination.
Spisa Ribb tillverkades fram till 1974, men kaffeservisserien kom att börja tillverkas igen mellan 1987 och 1990. Sedan 2003 tillverkas servisen i benporslin under namnet Ribb. 
Spisa Ribb har förekommit som motiv på ett svenskt frimärke.